# Riveraella dioscoreae
Riveraella dioscoreae är en tvåvingeart som först beskrevs av Shinji 1939.  Riveraella dioscoreae ingår i släktet Riveraella och familjen gallmyggor. Inga underarter finns listade i Catalogue of Life.